# Sabotage (película de 2014)
Sabotage es una película de acción de 2014 dirigida por David Ayer, escrita por Ayer y Skip Woods, y protagonizada por Arnold Schwarzenegger. Fue filmada en Atlanta, Georgia, y está basada ligeramente en la novela policíaca de 1939 Diez negritos (Y no quedó ninguno) de Agatha Christie.

## Trama
Un escuadrón de élite de la DEA liderado por John Wharton (Arnold Schwarzenegger) es enviado a una casa de seguridad donde se oculta una red dedicada al tráfico de drogas, pero el objetivo no es ni la droga ni los traficantes sino un botín de millones de dólares. Una vez con el dinero en sus manos, los miembros del escuadrón de élite comienzan a ser asesinados uno por uno.

## Reparto
| Actor                 | Personaje                                                           |
| --------------------- | ------------------------------------------------------------------- |
| Arnold Schwarzenegger | John “Breacher” Wharton/Comandante del escuadrón de élite de la DEA |
| Sam Worthington       | Monster                                                             |
| Olivia Williams       | Investigadora Caroline Brentwood                                    |
| Mireille Enos         | Lizzy                                                               |
| Terrence Howard       | Sugar                                                               |
| Joe Manganiello       | Grinder                                                             |
| Harold Perrineau      | Investigador Darius Jackson                                         |
| Martin Donovan        | Floyd Morgan                                                        |
| Max Martini           | Pyro                                                                |
| Josh Holloway         | Neck                                                                |
| Gary Grubbs           | Lou Cantrell                                                        |

## Producción
El rodaje comenzó el 15 de octubre de 2012 y se completó el 13 de diciembre de 2012. El estreno de la película fue el 28 de marzo de 2014.